# 逍遥津街道
逍遥津街道，是中华人民共和国安徽省合肥市庐阳区下辖的一个乡镇级行政单位。得名自辖区内著名历史景点逍遥津公园。

## 历史沿革
1949年3月，合肥市第一区人民政府成立教弩街政府，即为逍遥津街道前身。1949年9月划属小东门派出所。1950年5月划属东门派出所。1958年成立北市区人民公社逍遥津分社。1965年12月成立中市区逍遥津街道。1967年更名东风街道革命委员会。1980年复名逍遥津街道。2005年5月，鼓楼街道并入逍遥津街道。2012年3月，并入三牌楼街道、县桥街道下属所有社区，并入益民街道环城南路社区与舒城路社区全域和人民巷社区桐城路以东部分，并入安庆路街道学府社区六安路以东部分。

## 行政区划
逍遥津街道下辖以下地区：
九狮桥社区、义仓社区、拱辰社区、县桥社区、四牌楼社区和红旗社区。